# Транспорт в Амстердамі
В межах міста Амстердам перевезення, в основному, проводиться велосипедами та громадським транспортом.
Навколо міста існують великі автостради, які закінчуються  кільцевою дорогою A10. Уряд фінансує ініціативи щодо зменшення використання автомобілів, тому пересуватися на автомобілі центром міста не рекомендується.

## Місцеві

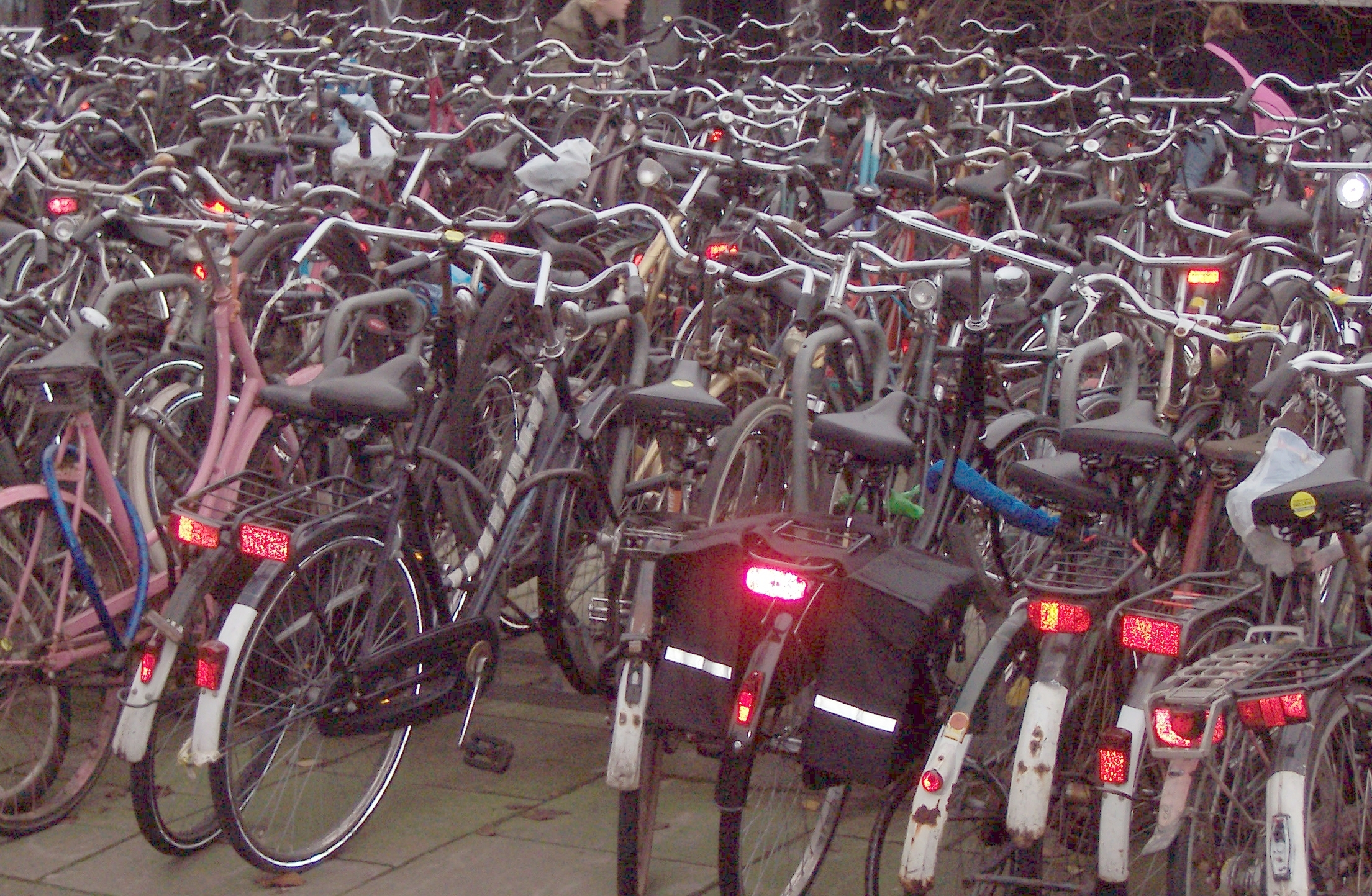
Багато велосипедів припарковано в Амстердамі

Трамвай у центральній частині Амстердама

### Велосипед
Амстердам це велосипедне місто  і є центром велосипедної культури. На велосипеді здійснюються 38% усіх подорожей. Велосипедні стійки стоять по всьому місту. Більшість головних вулиць мають велосипедні доріжки. У місті близько 1 000 000 велосипедів. Щороку їх викрадають близько 100 000, а 25 000 потрапляють у канали. 

### Човен
Амстердам має велику колекцію каналів. Понад 150 з цих водних шляхів перетинають місто та його околиці. Канали розділяють місто Амстердам приблизно на 90 міні-островів. Мережа островів об’єднана мостами,  їх загальна кількість понад 1000. Протягом багатьох століть  канали або водні шляхи використовувались як основні транспортні шляхи в Амстердамі. Раніше по цих каналах транспортували практично все. Сьогодні ж ці канали підходять лише для маленьких барж, прогулянкових суден та човнів для прогулянок по каналах. Однак є один головний виняток: DHL має власні посилкові човни DHL. Вони доставляють пакети по місту старими водними шляхами.

### Публічний транспорт
Громадський транспорт в Амстердамі складається з  метро, трамваїв, автобусів та поромів, що експлуатуються переважно GVB, міським оператором громадського транспорту. Регіональні автобуси та деякі приміські автобуси експлуатуються компаніями Connexxion та EBS . В даний час існує 16 різних трамвайних маршрутів та 5 маршрутів метро. Є приватні водні таксі, водний автобус, операція спільного використання човнів, прокат електричних човнів (Boaty) та круїзи по каналах, які перевозять людей уздовж водних шляхів Амстердама. 
Під час будівництва Амстердамського метрополітену плани зруйнувати весь колишній єврейський квартал поблизу Ноймаркт призвели до сильних протестів. Метро все-таки побудували, але плани прокласти шосе через околиці в центрі Амстердама були скасовані. Будівництво нової лінії метро, Північна / Південна лінія (Noord / Zuidlijn) завершено 2018 року.

### Автомобіль
Перевезення на автомобілі не рекомендується місцевим урядом. Кільцева дорога A10, яка оточує місто, з'єднує Амстердам з голландською національною мережею автострад. Розв'язки дозволяють автомобілям в'їжджати в місто, переїжджаючи на одну з вісімнадцяти міських доріг, під номерами від s101 до s118. Ці міські дороги є регіональними дорогами без розділення ступенів, а іноді і без центрального резервування . Більшість з них доступні для велосипедистів . S100 називається centrumring - менша кільцева дорога, яка обходить центр міста.

## Національний
Інформацію  про 10 залізничних станцій  Амстердама див. на  сторінці Залізничні станції  Амстердама.

### Автомобіль

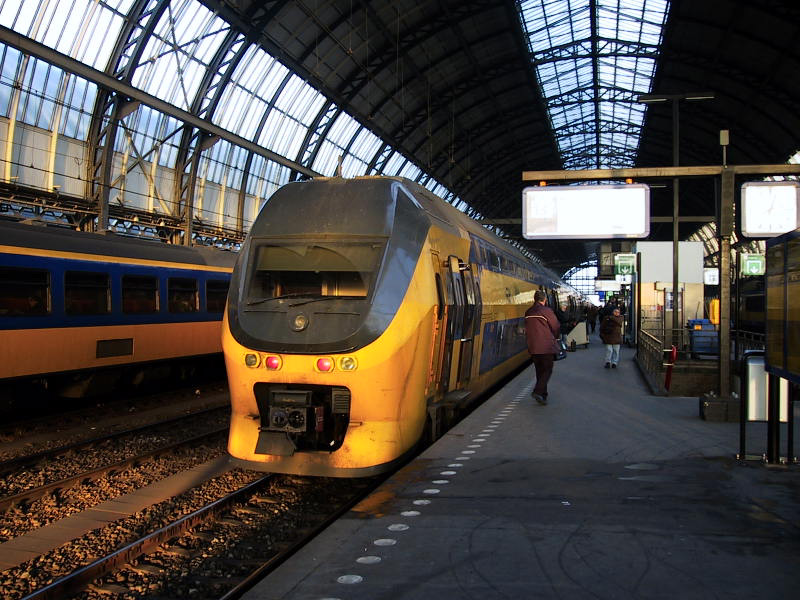
Двоповерховий поїзд NS на центральному вокзалі Амстердама

Амстердам має багато доріг. Докладнішу інформацію див. на сторінці Системи шосейних доріг Нідерландів.

## Міжнародний

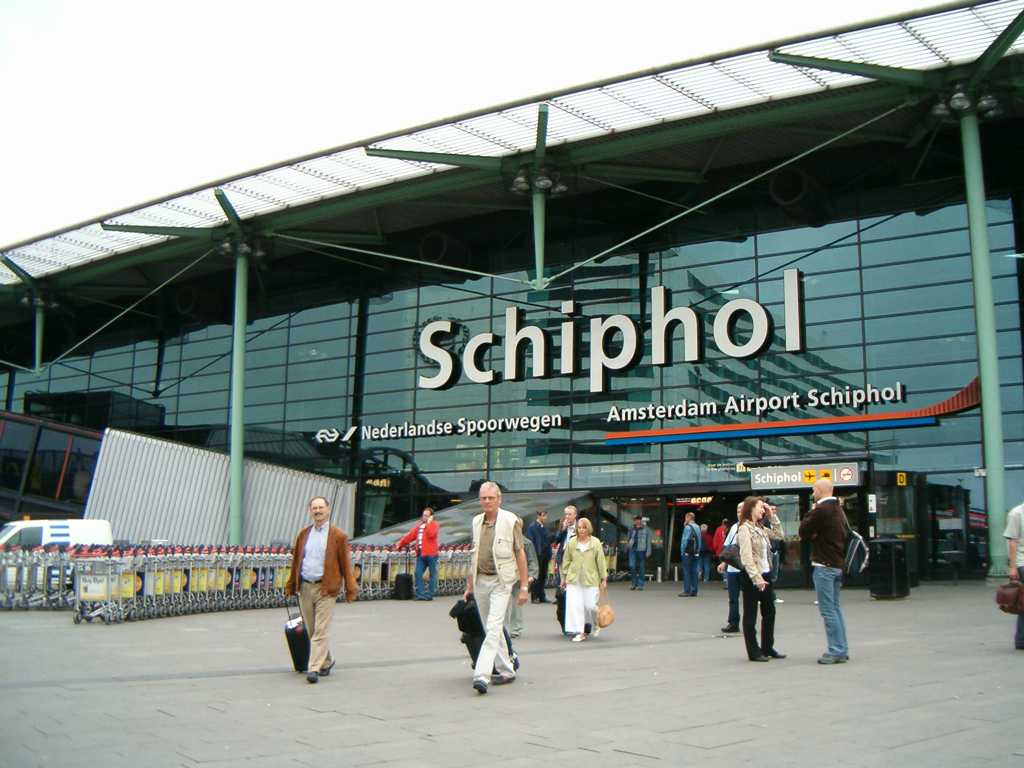
Міжнародний аеропорт Схіпхол

Eurolines має автобуси з Амстердама до пунктів призначення по всій Європі, які відправляються від залізничного вокзалу Дуйвендрехт. "Мегабус" експлуатує автобуси з Амстердама до Лондона та інших міст Великої Британії.
Amsterdam Centraal - міжнародний залізничний вокзал. Від станції регулярно курсують рейси до Великої Британії, Бельгії, Німеччини, Франції,  та Швейцарії.
Аеропорт Амстердама Схіпхол найбільший аеропорт Нідерландів, третій за величиною в Європі та чотирнадцятий за величиною у світі. Розташований він менш ніж за 20 хвилин їзди на поїзді від Центрального вокзалу Амстердама. Обслуговує близько 68 мільйонів пасажирів на рік (2017).